# Telemundo
Telemundo is een Spaanstalig Amerikaans televisienetwerk dat eigendom is van NBC Universal (meer specifiek NBC Universal Hispanic Enterprises and Content). Behalve een omroepnetwerk beheert Telemundo ook NBC Universo, een kabel- en satellietkanaal gericht op een jong, Spaanstalig publiek.
Het hoofdkantoor van Telemundo is gevestigd in Hialeah, Florida. De meeste programma's van Telemundo worden opgenomen in een studio in Miami. In oktober 2015 had Telemundo 17 eigen televisiestations en had het een overeenkomst met 65 andere televisiestations in 49 staten. Daarmee was Telemundo het grootste Amerikaanse Spaanstalige televisienetwerk. Het nationale bereik van Telemundo omvatte toen ongeveer 44,35% van alle huishoudens in de Verenigde Staten.